# Alain Traoré
Alain Sibiri Traoré (Bobo-Dioulasso, 31 de diciembre de 1988) es un futbolista de Burkina Faso que juega como centrocampista y milita en el S. C. Gagnoa de la Primera División de Costa de Marfil.

## Selección nacional
Ha sido internacional con la selección de fútbol de Burkina Faso, ha jugado 66 partidos internacionales y ha anotado 21 goles.

### Participaciones internacionales
| Torneo                         | Sede   | Resultado    |
| ------------------------------ | ------ | ------------ |
| Copa Africana de Naciones 2010 | Angola | Primera fase |
| Copa Africana de Naciones 2017 | Gabón  | Tercer lugar |

## Clubes
| Club                        | País            | Año       |
| --------------------------- | --------------- | --------- |
| Planete Champion            | Burkina Faso    | 2004-2006 |
| A. J. Auxerre               | Francia         | 2006-2012 |
| Stade Brest 29 (cedido)     | Francia         | 2009      |
| F. C. Lorient               | Francia         | 2012-2016 |
| A. S. Monaco F. C. (cedido) | Francia         | 2015      |
| Kayserispor                 | Turquía         | 2016-2017 |
| Al-Markhiya S. C.           | Catar           | 2017-2018 |
| Renaissance de Berkane      | Marruecos       | 2018-2021 |
| A. S. Arta/Solar 7          | Yibuti          | 2021-2024 |
| S. C. Gagnoa                | Costa de Marfil | 2024-     |

## Palmarés

### Títulos nacionales
| Título                     | Club               | País   | Año  |
| -------------------------- | ------------------ | ------ | ---- |
| Primera División de Yibuti | A. S. Arta/Solar 7 | Yibuti | 2022 |